# 武久病院
医療法人社団青寿会 武久病院（いりょうほうじんしゃだんせいじゅかいたけひさびょういん）は、山口県下関市武久町にある療養型病床群に属する病院である。頴原俊一が開業して55年以上経過した、高齢者医療、介護、福祉に重点を置く医療機関である。現在、武久医療・福祉グループは医療法人、社会福祉法人、財団法人、株式会社、有限会社からなる企業施設集団を形成し、従業員1400人を擁し、関門地域（門司区、下関市）における老人医療、福祉を担っている。

## 沿革
- 1955年5月19日 - 武久病院開設許可(下関市)
- 1955年8月1日 - 武久病院開設
- 1965年11月20日 - 春日病院開設(門司区)
- 1969年10月3日 - 医療法人社団養寿園春日病院となる
- 1976年6月1日 - 特別養護老人ホーム 寿海荘開設
- 1978年4月5日 - 軽費老人ホーム 福海苑開設
- 1978年12月7日 - 医療法人設立許可(医療法人 社団青寿会)
- 1984年3月6日 - 財団法人 山口老年総合研究所設立
- 1984年3月6日 - 公益信託頴原老年病学研究者奨学基金設立
- 1987年5月1日 - 老人保健施設モデル事業 青海荘開設
- 1987年5月1日 - 武久病院 使用許可506床に増床
- 1990年2月　　- 武久興産株式会社
- 1992年4月1日 - ケアハウス武久苑開設
- 1993年4月1日 - 在宅介護支援センター開設
- 1993年11月1日 - 青海荘デイケアセンター開設
- 1994年2月7日 - 医療法人社団養寿園 老人保健施設春幸苑開設
- 1994年5月　　- 特別養護老人ホーム ほたるホームとよた開設
- 1994年5月　　- ケアハウス グリーンハイツとよた開設
- 1998年9月　　- 有料老人ホーム夢沓舎開設
- 2000年3月　　- 豊関介護サービス株式会社 下関店 もじ店 豊田店 開設
- 2000年4月1日 - 指定介護療養型医療施設の指定(279床)
- 2002年5月1日 - グループホームしおさい開設
- 2003年5月　  - 介護付有料老人ホーム 共済苑開設
- 2003年11月   - 介護付有料老人ホーム 高砂苑開設
- 2003年12月   - デイサービスセンター集楽堂開設
- 2008年4月    - サテライト望海苑開設
- 2009年12月   - シニアウェルス下関開設
- 2010年10月   - はたぶホームケアクリニック開設
- 2011年8月　　- グループホーム潮風開設
- 2012年3月　　- キッズハウスなぎさっこ開設
- 2012年5月　　- 訪問看護ステーション門司開設

## 設置診療科
- 内科
- 循環器内科
- 呼吸器内科
- 整形外科
- リハビリテーション科
- 皮膚科
- 歯科

## 外来診療時間
- 内科・循環器内科・呼吸器内科・リハビリテーション科・皮膚科
  - 午前9：00～12：00
  - 午後13：00～17：00
- 整形外科
  - 午前(火曜日)9：00～12：00
  - 午後(月曜日)13：00～17：00
- 歯科
  - 午前9：00～12：00
  - 午後13：00～17：00

※その他、土曜・日曜・祝日は休診

## グループ企業

### 武久医療・福祉グループ
1. 武久病院
2. 老人保健施設 青海荘
3. グループホームしおさい
4. 特別養護老人ホーム 寿海荘
5. 軽費老人ホーム 福海苑
6. サテライト 望海苑
7. ケアハウス 武久苑
8. 有料老人ホーム 夢沓舎

- 医療法人 社団青寿会(下関市)
  - 介護老人保健施設青海荘
  - 青海荘デイケアセンター
  - 青海荘在宅介護支援センタ―
  - 青海荘居宅支援センタ―
  - 青海荘ヘルパーステーション
  - グループホームしおさい
  - はたぶホームケアクリニック
- 医療法人 社団養寿園(北九州市門司区)
  - 春日病院
  - 介護老人保健施設春幸苑
  - 居宅介護支援センターかすが
  - グループホーム 潮風
  - 訪問看護ステーション門司
- 財団法人 山口老年総合研究所(下関市)
- 公益信託頴原老年病学研究者奨学基金
- 社会福祉法人 祥寿園(下関市)
  - 介護老人福祉施設寿海荘
  - 併設：ショートステイ（定員6名）、寿海荘デイサービスセンター（定員30名）、寿海荘居宅介護支援事業所
  - 地域密着型介護老人福祉施設 サテライト望海苑
  - 軽費老人ホーム福海苑
  - 軽費老人ホーム ケアハウス武久苑
  - 有料老人ホーム夢沓舎
- 社会福祉法人 豊寿会(下関市)
  - 特別養護老人ホームほたるホームとよた
  - 軽費老人ホームケアハウスグリーンハイツとよた
  - とよたデイサービスセンター
  - とよた在宅介護支援センター
- 豊関介護サービス株式会社(下関市)
  - 本社 下関市山の田中央町5-1
  - 豊田支店
  - ヘルパーステーションもじ
  - デイサービスセンター「集楽堂」
- 株式会社 あんしん福祉会(山口市)
  - 有料老人ホーム共済苑
  - ヘルパーステーション湯田
  - 共済苑デイサービスセンター
  - 共済苑居宅介護支援事業所
- 株式会社 武久福祉会(北九州市門司区)
  - 介護付有料老人ホーム 高砂苑
  - たかさごデイサービス
  - デイサービス 夢の森
- 武久興産株式会社(下関市)
  - シニアウェルス下関
- 有限会社くれない薬局

## 地域貢献活動
- 武久海岸清掃
- 武久病院夏祭り
- 武久ふれあい秋祭り
- 下関市立大学経済学部教育実習生 介護研修(寿海荘)
- 下関短期大学栄養健康学科 実習病院
- 東亜大学医療学部健康栄養学科 実習病院
- 宇部フロンティア大学　実習病院
- 下関看護専門学校　実習病院

## 交通アクセス
- JR西日本下関駅→山電バス→武久バス停下車→徒歩8分
- JR西日本幡生駅→徒歩20分